# Kaupfélag Skagfirðinga
Kaupfélag Skagfirðinga eller KS er en islandsk andelsvirksomhed, der blev grundlagt 23. april 1889, da tolv bønder mødtes i Sauðárkrókur for at stiftet selskabet, efter at være blevet opfordret dertil af altingsmanden Ólafur Briem fra Álfgeirsvellir.
Selskabet oprettedes for at betjene befolkningen Skagafjörður, men blandt stfterne var også enkelte bønder fra Bólstaðarhlíðarhreppur i nabosyslet Austur-Húnavatnssýsla.
Den første leder af selskabet (kaupfélagsstjóri) var præsten Zophónías Halldórsson; den nuværede leder er Þórólfur Gíslason.
Kaupfélag Skagfirðinga står for hovedparten af den økonomiske aktivitet i Skagafjörður og er derudover engageret i virksomheder over hele landet. Hovedsædet ligger på Ártorg i Sauðárkrókur. Efter sammenbruddet af Samband íslenskra samvinnufélaga (SÍS) i 1980'erne blev KS landets største andelsvirksomhed, og dens ledelse har betydelig indflydelse i det islandske bondeparti, Fremskridtspartiet.

## Andelsbestyrere
- 1889-1890 Zophónías Halldórsson
- 1890-1891 Jón Jakobsson
- 1892-1910 Pálmi Pétursson
- 1910-1913 Gísli Jónsson
- 1913-1937 Séra Sigfús Jónsson
- 1937-1946 Sigurður Þórðarson
- 1946-1972 Sveinn Guðmundsson
- 1972-1981 Helgi Rafn Traustason
- 1982-1988 Ólafur Friðriksson
- 1988- Þórólfur Gíslason